# حرباء ورقية
حرباء ورقية أو بروكيسية (الاسم العلمي: Brookesia)، جنس حرابي،أنواعه 30، تستوطن مدغشقر، يترواح قدها من الصغير إلى الصغير جدًا. وتضم أنواعًا تعد من أصغر الحرابي في عالم. سُمي الجنس على عالم الطبيعة البريطاني جوشوا بروكس تكريمًا له.